# Charles E. McClelland

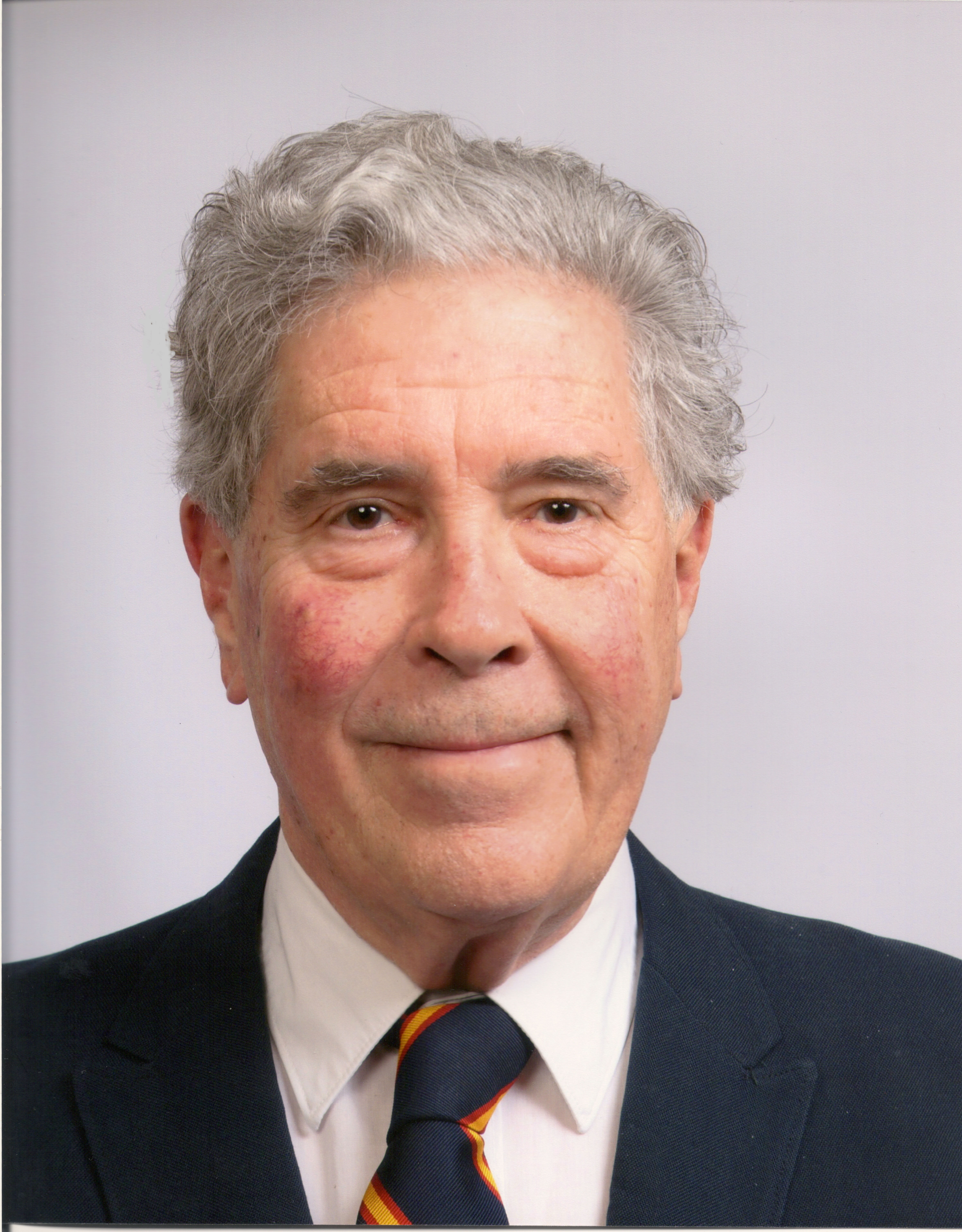
Charles E. McClelland (2017)

Charles Edgar McClelland (* 29. Juli 1940 in San Antonio, Texas) ist ein US-amerikanischer Historiker, der insbesondere auf dem Gebiet der Bildungs- und Professionsgeschichte arbeitet.

## Leben und Wirken
Charles E. McClelland studierte an der Princeton University, an der Ludwig-Maximilians-Universität München und an der Yale University, wo er 1967 den Grad des Ph.D. erlangte. Er lehrte an der Princeton University, an der University of Pennsylvania und ab 1974 an der University of New Mexico (UNM). Er war Direktor des „European Studies Program“ an der UNM und Präsident der American Association of University Professors in New Mexico.
1997 wurde er emeritiert und widmete sich weiteren wissenschaftlichen Arbeiten in Deutschland. Im Rahmen des Fulbright-Programms und als Fellow der Alexander von Humboldt-Stiftung arbeitete er an der von Heinz-Elmar Tenorth herausgegebenen sechsbändigen Ausgabe der Geschichte der Universität Unter den Linden, 1810–2010 mit. In dieser Zeit war er außerdem Fellow des Zentrums für interdisziplinäre Forschung. Seit 2010 lehrt er an der medizinischen Fakultät der University of Texas in Galveston (UTMB).

## Schriften
- State, society and university in Germany. 1700–1914. Cambridge University Press, Cambridge 1980, ISBN 0-521-22742-9.
- The German experience of professionalization. Cambridge University Press, Cambridge 1991, ISBN 0-521-39457-0.
- Kindai-Doitsu-no-senmonshoku. Kōyō Shobō, Kyōto 1993, ISBN 4-7710-0659-8.
- (Hrsg.): Professionen im modernen Osteuropa. Duncker und Humblot, Berlin 1995, ISBN 3-428-08444-6.
- Prophets, paupers, or professionals? A social history of everyday visual artists in modern Germany, 1850–present. Lang, Oxford 2003, ISBN 3-03910-062-9.
- mit Heinz-Elmar Tenorth: Gründung und Blütezeit der Universität zu Berlin. 1810–1918 (= Geschichte der Universität Unter den Linden 1810–2010. Band 1). Akademie, Berlin 2013, ISBN 978-3-05-004622-8.
- Queen of the professions. The rise and decline of medical prestige and power in America. Rowman & Littlefield, Lanham, Maryland 2014, ISBN 978-1-4422-2630-2.
- Berlin, the mother of all research universities. 1860-1918. Lexington, Lanham, Maryland 2016, ISBN 978-1-4985-4020-9.